# ナターシャ・スター
ナターシャ・スター（Natasha Starr,  1987年10月10日 - ）は、ポーランド出身・米国在住のポルノ女優。
ポルノ女優のナタリア・スターは妹である。

## 経歴
1987年10月10日、マゾフシェ県オストロフ・マゾヴィエツカに生まれる。出生名Magdalena Tyszka。二人の姉妹と一人の兄弟を持つ。
2000年12月25日、米国に移住。ニューヨークのブルックリン区Williamsburgおよびクイーンズ区で育つ。
美容学校で学び、2年間美容院で働く。
2011年5月、ポルノ業界にデビュー。当時はニューヨークに暮らしていたが、人気が高まると妹のナタリア・スターとともにロサンゼルスに移る。Evil Angel, Mile High, Devil's Film, FM Concepts, Girlfriends Films, Brazzers、Reality Kings、Naughty Americaなどの大手制作会社で働く。
2013年8月、ペントハウスペットに選ばれる。同年7月には妹ナタリアがペントハウスペットに選ばれている。
これまでに雑誌Xtreme, Xcitement, Hustlerなどの表紙を飾る。また、Vivid Radio, Shade 45, Faction, Sirius Out Q, Opie Radio, Sirius XM Sports Channel, The Anthony Cumia Show, TMZ, ThisIs50.comなどのインタビューを受ける。
2015年、Spank Bank Technical AwardsのBest Honeymoon Hostess（最優秀俺の嫁部門）受賞。
2016年、「Donald」に出演する。イヴァナ・トランプ役を演じ、2017年、XBIZ賞のBest Scene -Parody Release（最優秀パロディーシーン部門）にノミネートされる。その他、2022年2月現在インターネット・アダルト・フィルム・データベースで確認できるだけで287の作品に出演している。